# (8184) Luderic
(8184) Luderic  es un asteroide del cinturón principal perteneciente al cinturón de asteroides, región del sistema solar que se encuentra entre las órbitas de Marte y Júpiter.
Fue descubierto el 16 de noviembre de 1992 por Seiji Ueda y Hiroshi Kaneda desde Kushiro, Japón.

## Designación y nombre
Designado provisionalmente como 1992 WL fue nombrado en honor de Luderic Maury (n. 1984) ha sido un astrónomo aficionado, cazador de eclipses y la alegría y el orgullo de sus padres desde su nacimiento en Niza. El número del planeta menor es la suma de 3780 y 4404, los números de los planetas menores en honor a sus padres, Alain y Carine Maury.

## Características orbitales
(8184) Luderic está situado a una distancia media del Sol de 3,021 ua, pudiendo alejarse hasta 3,161 ua y acercarse hasta 2,881 ua. Su excentricidad es 0,046 y la inclinación orbital 10,786 grados. Emplea 1917,72 días en completar una órbita alrededor del Sol.
Los próximos acercamientos a la órbita de Júpiter ocurrirán el 19 de octubre de 2033, el 7 de noviembre de 2118 y el 18 de enero de 2166.
Pertenece a la familia de asteroides de (221) Eos.

## Características físicas
La magnitud absoluta de (8184) Luderic es 12,42. Tiene 11,965 km de diámetro y su albedo se estima en 0,149.